# ドジック

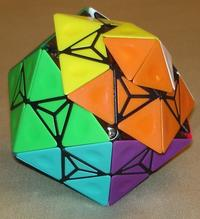
ドジック

ドジック(Dogic)は正二十面体の形をしたパズルである。
ルービックキューブの系統に属するパズルである。
10色版と12色版の2種類が存在する。

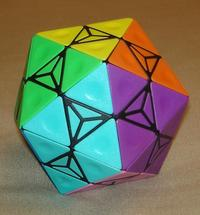
10色版
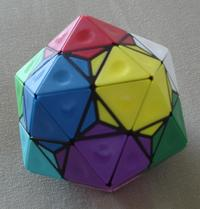
12色版

## 備考
再配列可能な80片を持ち、約2.1×1082通りの配置がある。